# Montuotojas
AB Montuotojas (dt. 'Monteur') ist das größte Montage-Unternehmen in Litauen. Es hat seinen Sitz in Vilnius, im Stadtteil Naujamiestis (Naugarduko Str. 34). In Sowjetlitauen war es ein Bautrest. Unter Kunden zählen große Unternehmen wie  AB Lietuvos energija, AB Mažeikių nafta, AB Lifosa, AB Achema, AB Akmenės cementas, Būtingės naftos terminalas,  AB „Amilina“, AB Klaipėdos nafta und andere. "Montuotojas" hatte viele Projekte in der Ostsee. Das Unternehmen hat eigenes Erholungsheim in der Kurortstadt Palanga an der Ostsee. In der größten Filiale in Panevėžys mit über 500 Mitarbeiter gibt es seit 2003 eine Gewerkschaft.

## Geschichte
1959 errichtete das Bauministerium Litauens die Monteur-Upravlenije „Prammontaž“.  Sie wurde zum Bautrest (Technologinių įrenginių ir metalo konstrukcijų montavimo trestas) mit 5 spezialisierten Filialen in Vilnius, Kaunas, Klaipėda, Šiauliai und Panevėžys. Nach der sowjetischen Okkupationszeit wurde der Staatsbetrieb „Montuotojas“ registriert. Am 11. August 1992 wurde AB „Montuotojas“ registriert. 2000 beschäftigte "Montuotojas" 1.002 Mitarbeiter. Manche organisatorische Einheiten wurden später aufgelöst. 2011 erzielte man einen Umsatz von 	101,356 Mio. Litas.

## Struktur
- Verwaltung in Vilnius: 17 Mitarbeiter (2014)[7]

Filialen
- Vilnius: Akcinės bendrovės „MONTUOTOJAS“ filialas-Gamybinė komercinė firma Vilniuje (ab 4. Juli 1996; Leiter Janušas Fedorovičius)[8], 76 Mitarbeiter[9]
- Vilnius: AB "Montuotojas" filialas - montavimo firma Vilniuje, Leiter Henrikas Navickas, 127 Mitarbeiter[10]
- Panevėžys: Akcinės bendrovės „Montuotojas“ montavimo firma Panevėžyje (ab 9. November 1992)[11], Leiter Antanas Katinas; 517 Mitarbeiter[12]
- Alytus: Akcinės bendrovės „MONTUOTOJAS“ filialas-montavimo firma Alytuje (ab 10. Dezember 1992)[13], Leiter Klemensas Mitrulevičius; 162 Mitarbeiter[14]
- Palanga: Valstybinės įmonės „Montuotojas“ Panevėžio 4-osios gamybinės valdybos poilsio namai „Senvagė“[15]

Ehemalige Filialen
- Vilnius: Akcinės bendrovės „MONTUOTOJAS“ firma „Izolda“ (bis zum 13. April 2005)[16]
- Vilnius: Valstybinės įmonės „Montuotojas“ Vilniaus gamybinė valdyba Nr.2 (bis zum  18. November 1991)[17]
- Vilnius: Valstybinės įmonės „Montuotojas“ Vilniaus gamybinio-technologinio aprūpinimo valdyba Nr.8 (bis zum  18. November 1991)[18]
- Kaunas: Valstybinės įmonės „Montuotojas“ Kauno gamybinė valdyba Nr.3 (bis zum  18. November 1991)[19]
- Klaipėda: Akcinės bendrovės „Montuotojas“ montavimo firma Klaipėdoje (vom 15. Oktober 1992 bis zum 27. Dezember 2012)[20]
- Šiauliai: Valstybinės įmonės "Montuotojas" Šiaulių gamybinė valdyba Nr.5
- Mažeikiai: Valstybinės įmonės „Montuotojas“ Šiaulių gamybinės valdybos Nr.5 Mažeikių aikštelė (vom 6. Juli 1991 bis zum 24. Dezember 2003)[21]